# イグナシオ・カヌート
イグナシオ・カヌート（Ignacio Canuto, 1986年2月20日 - ）は、アルゼンチン・サンタフェ出身の同国代表サッカー選手。アルゼンチン・プリメーラ・ディビシオン・CAティグレ所属。ポジションはディフェンダー。

## 経歴
2006年6月20日のロサリオ・セントラル戦でデビュー。
2009年4月アルゼンチン代表に初招集され、5月20日のパナマ戦でデビューした。
2010年7月イスラエルのマッカビ・ハイファに5年契約の完全移籍で合意。